# Peyriat
Peyriat – miejscowość i gmina we Francji, w regionie Owernia-Rodan-Alpy, w departamencie Ain.

## Demografia
Według danych na styczeń 2012 roku gminę zamieszkiwało 178 osób, a gęstość zaludnienia wynosiła 30 osób/km².